# Jim Carlton
James Joseph „Jim“ Carlton AO (* 13. Mai 1935 in Sydney; † 25. Dezember 2015) war ein australischer Politiker der Liberal Party.
Carlton war bereits während seines Studiums an der Universität Sydney politisch aktiv. 1971 wurde er Generalsekretär der Liberal Party in New South Wales. Carlton wurde 1977 als Abgeordneter für den Wahlkreis Mackellar in das australische Repräsentantenhaus gewählt. 1982 wurde er als Nachfolger von Peter Baume zum Gesundheitsminister in der Regierung von Malcolm Fraser ernannt. Nach der Niederlage der Liberal Party bei der Wahl 1983 verlor er dieses Amt wieder. Er blieb Abgeordneter im Repräsentantenhaus und war Mitglied in mehreren Schattenkabinetten. 1994 legte er sein Mandat nieder.
Nach seinem Rückzug aus der Politik war Carlton von 1994 bis 2001 Generalsekretär des Australischen Roten Kreuzes. Er engagierte sich unter anderem für die Einführung eines nationalen Blutspendedienstes. 2001 wurde er als Offizier in den Order of Australia aufgenommen. Für seine Arbeit beim Roten Kreuz wurde er 2007 mit der Henry-Dunant-Medaille ausgezeichnet.